# Andrenosoma lewisi
Andrenosoma lewisi är en tvåvingeart som beskrevs av Ellen R. Farr 1965. Andrenosoma lewisi ingår i släktet Andrenosoma och familjen rovflugor.
Artens utbredningsområde är Jamaica. Inga underarter finns listade i Catalogue of Life.